# 蘇世長
蘇 世長（そ せいちょう、生没年不詳）は、中国の唐の政治家。本貫は京兆郡武功県。秦王府十八学士のひとりに挙げられた。

## 経歴
北周の宕州刺史の蘇振の子として生まれた。幼いころから『孝経』『論語』を読み、虎門館に学んだ。父の死後、建威県侯の爵位を継いだ。 
隋が建国されると、長安県令となった。大業末年、都水少監となり、江の水運を監督した。618年、煬帝が宇文化及に殺されると、喪を発して慟哭した。王世充の下で太子太保・行台右僕射となり、王弘烈や豆盧褒らとともに襄陽を守った。高祖李淵は豆盧褒と旧交があったので、たびたび使者を派遣して帰順を勧めたが、豆盧褒は使者を殺して拒絶した。 
621年、洛陽が唐軍に平定されると、世長は王弘烈とともに帰順した。李淵は豆盧褒を処刑して世長を責めた。世長が頭を垂れて謝罪し、管仲や雍歯の故事を挙げて君主の度量を求めると、李淵は笑って世長を許した。世長は玉山屯監に任ぜられた。世長の受け答えは機知に富んでいたので、李淵は喜び、世長を諫議大夫に抜擢した。 陝州長史・天策府軍諮祭酒を歴任し、秦王李世民の下で学士となった。貞観初年、突厥に対する使者として立ち、頡利可汗と礼儀について争い、屈服しなかったので壮士として賞賛された。巴州刺史として出向し、舟の事故のため溺死した。 
子に蘇良嗣があり、武則天の下で文昌左相・同鳳閣鸞台三品に上った。 

## 伝記資料
- 『旧唐書』巻75 列伝第25「蘇世長伝」
- 『新唐書』巻103 列伝第28「蘇世長伝」